# Ebuild (plik)
Ebuild – skrypt napisany w języku bash, używany przez System zarządzania pakietami Portage w Gentoo Linux. Służy do automatyzacji procesu instalacji konkretnego programu.

## Zawarte informacje
- Krótki opis programu
- Adres strony domowej programu
- Adres, z którego można pobrać program
- Licencja programu
- Slot, w którym należy zainstalować program
- lista architektur, na które program jest dostępny
- lista łatek, które należy nałożyć na program
- Listę dostępnych flag USE i IUSE
- czynności, konieczne do kompilacji programu
- czynności, potrzebne do instalacji programu

## Przykład
Przykładowy plik ebuild, instalujący program Beep w wersji 1.2.2:
```
# Copyright 1999-2006 Gentoo Foundation
# Distributed under the terms of the GNU General Public License v2
# $Header: /var/cvsroot/gentoo-x86/app-misc/beep/beep-1.2.2-r1.ebuild,v 1.3 2006/08/19 11:00:37 kloeri Exp $

inherit eutils base

DESCRIPTION="the advanced PC speaker beeper"
HOMEPAGE="http://www.johnath.com/beep/"
SRC_URI="http://www.johnath.com/beep/${P}.tar.gz"

LICENSE="GPL-2"
SLOT="0"
KEYWORDS="alpha amd64 ~ppc ~ppc64 ~sparc ~x86"
IUSE=""

PATCHES="${FILESDIR}/${P}-nosuid.patch"

src_compile() {
	emake FLAGS="${CFLAGS}" || die "compile problem"
}

src_install() {
	dobin beep
	fperms 0711 /usr/bin/beep
	doman beep.1.gz
	dodoc CHANGELOG CREDITS README
}

```